# جائحة فيروس كورونا في تركمانستان
جائحة فيروس كورونا في تركمنستان لعام 2020 عملت الحكومة على السيطرة على المعلومات حول الفيروس، ويشتبه الخبراء في أنه قد ينتشر في البلاد دون الإبلاغ عنه، بسبب عدم وجود حالات مؤكدة ل كوفيد-19 في دولة تركمانستان.

## خلفية
في 12 يناير 2020، أكدت منظمة الصحة العالمية عن ظهور فيروس كورونا المستجد كسبب للمرض التنفسي الذي أصاب مجموعة من الأشخاص في مدينة ووهان، مقاطعة خوبي، الصين، إذ أُبلغ عنهم إلى منظمة الصحة العالمية في 31 ديسمبر 2019. كانت نسبة الوفيات بين الحالات المُشخصة بكوفيد-19 أقل بكثير من جائحة فيروس سارس في عام 2003، لكن انتقال العدوى كان أكبر، والوفيات أيضًا.

## الوقاية من الفيروس
في 31 يناير، أعلنت شركة تركمانستان للخطوط الجوية تعليق الرحلات إلى بانكوك وبكين وأوقفت رحلات طيران مستأجرة لمواطنين تركمان هناك.
في 29 فبراير، بدأت تركمانستان في رفض دخول مواطنين من الدول المتضررة من الفيروس.  وفي 5 مارس /آذار، مُنع ثلاثة مسافرين أجانب، اثنان منهم دبلوماسيون من دولة عربية، من الدخول عندما سافروا من ألماتي، كازاخستان. ثم  تم تحويل طائرتهم إلى تركمان أباد وبعد وصولهم إلى عشق آباد، تم نقلهم جميعًا على متن رحلة إلى أسطنبول.
اعتبارًا من مارس 2020 من أجل منع استيراد وانتشار عدوى الفيروس التاجي، تم إعادة توجيه جميع الطائرات القادمة إلى تركمانستان من الخارج إلى مطار تركمانابات الدولي.   وتم فحص الركاب القادمين من خارج تركمانستان بحثًا عن علامات ظهور الفيروس.  بعد ذلك تم إنشاء آلية لنقل المرضى إلى مستشفى الأمراض المعدية.  تم تجهيز المركز الطبي بالمطار بمعدات الحماية الشخصية.  بعد اجتياز الفحص الطبي، غادرت الطائرة مع ركابها إلى عشق آباد.  تمت مغادرة الركاب من تركمانستان من مطار عشق آباد الدولي.
تم إلغاء جميع الرحلات الدولية ابتداء من شهر مارس.   وسمح للأشخاص المصرح لهم فقط للأغراض الدبلوماسية والرسمية والإنسانية بدخول أراضي تركمانستان.  ألغت معظم شركات الطيران الأجنبية رحلاتها إلى تركمانستان بسبب الغاء عدد كبير من الركاب رحلاتهم.  ويجب أن يكون لدى أولئك الذين يرغبون في زيارة تركمانستان شهادة صحية تثبت عدم حملهم للفيروس.
تم إنشاء نقاط تحكم إضافية حول المستوطنات الكبيرة في تركمانستان، بما في ذلك العاصمة عشق آباد.  وقبل دخول المدن والبلدات الكبيرة، يتم قياس درجة حرارة جسم السائقين والركاب باستخدام موازين الحرارة بالأشعة تحت الحمراء.  انطبقت هذه الاحتياطات أيضًا على الركاب في جميع الرحلات الداخلية.
وأوقف اتحاد تركمانستان لكرة القدم جميع البطولات حتى اشعار اخر، ثم استؤنفت بعدها حتى 19 أبريل.  
أخرجت تركمانستان مواطنيها من الدول المصابة بالفيروس التاجي مثل الصين وروسيا وتركيا وبيلاروسيا.
فرضت حكومة تركمانستان قيودًا على نقل البضائع طوال شهر أبريل بسبب مرض فيروس كورونا 2019
أفاد المراسلون أن حكومة تركمانستان حظرت كلمة «فيروس كورونا» وأنه يمكن القبض على الأشخاص بسبب ارتدائهم أقنعة أو مناقشة الوباء. قامت المنظمة فيما بعد بتصحيح تقريرهم، موضحة أن الكلمة نفسها لم تحظر، لكنها أكدت أنه تم إزالتها من الكتيبات الإعلامية وأن الحكومة كانت تقيد المعلومات حول الفيروس وقدمت «معلومات من جانب واحد». طبقاً لمجلة تركمانستان، فإن وسائل الإعلام الحكومية لم تبدأ في الإبلاغ عن الإجراءات التي تم اتخاذها حتى 25 مارس.
أثناء الوباء، نصح الرئيس قربانقلي بردي محمدوف بحرق الأعشاب الطبية هارمالا لمكافحة الأمراض، على الرغم من أنه لم يتم التحقيق فيها علميًا كعلاج لفيروس كورونا.
كان هناك قلق بشأن المشاكل الاقتصادية في تركمانستان بسبب الوباء، بالنظر إلى أهمية التجارة مع الصين لاقتصاد البلاد.  وأفادت تركمنبورتال أنه في تركمانستان، يعمل برنامج تصنيع بدائل الاستيراد منذ عدة سنوات، ينتج رجال الأعمال والشركات المحلية في البلاد عددًا كافيًا من المنتجات والأدوية في نطاق واسع.
في 3 أبريل، أمر الرئيس بيردي محمدوف بمراجعة ميزانية الدولة، ومراجعة خطط تشييد المباني الجديدة واتخاذ تدابير لدعم وكالات النقل المعقدة وإنشاء إمدادات كافية من السلع الأساسية، وإرشاد  وضع تدابير عاجلة لدعم الشركات الخاصة فيما يتعلق بوباء الفيروس التاجي.
أقيمت أحداث رياضية في 7 أبريل للاحتفال بيوم الصحة العالمي؛ كما ذكرت تركمنبورتال أنه «في الوقت الذي لا يزال فيه الوضع مع الفيروس التاجي متوترًا في العديد من دول العالم، في تركمانستان بفضل التدابير في الوقت المناسب، كان الوضع الوبائي هادئًا و مضمون».
في 9 أبريل، أنشأت تركمانستان مجموعات طبية خاصة للسيطرة على الصحة العامة من أجل منع كوفيد- 19  وسيتم فحص جميع مواطني تركمانستان للتأكد من عدم وجود فيروسات تاجية لديهم
وقال رئيس تركمانستان قربانقلي بردي محمدوف، في 10 أبريل في قمة استثنائية للمجلس التركي: «إن الوضع الصحي والوبائي في تركمانستان مستقر وتحت السيطرة».
تم تجهيز نقطة التفتيش الحدودية في تركمانستان بمرافق وغرف للتطهير.   ولدى الدولة نظام واضح للرقابة الصحية والصحة النباتية، والإشراف البيطري، والفرق تعمل في جميع نقاط التفتيش عبر حدود الدولة، والتي تشمل متخصصين من وزارة الصحة والصناعة الطبية، ووزارة الزراعة وحماية البيئة، وغيرها من الهيئات الحكومية ذات الصلة.  وتتمثل مهمتهم الرئيسية في تنفيذ مجموعة من التدابير لضمان مستوى عال من الصرف الصحي والنظافة والتطهير منها تطهير المناطق وغيرها.
في 22 أبريل، قال وزير خارجية تركمانستان راسيت ميريدو إنه لم تكن هناك حالات مؤكدة من الإصابة بفيروس كورونا -19 في الهند.  وبخلاف ذلك، ستبلغ تركمانستان منظمة الصحة العالمية عن أي إصابة.  وقال الدبلوماسي: «نحن لا نخفي أي شيء، نحن منفتحون»، مشيراً إلى أن تركمانستان مسؤولة عن الالتزامات التي تم التعهد بها كعضو في الأمم المتحدة.  اقترح رشيد ميردوف أن يقوم زملائه الأجانب بزيارة مركز الحجر الصحي في منطقة ليباب والتأكد من عدم وجود جائحة.  يوجد في تركمانستان 3 مناطق للحجر الحدودي (تركمانباشي وجارابوجاز ومقاطعة ليباب) للكشف عن كوفيد-19
في محادثة هاتفية مع الأمين العام للأمم المتحدة أنطونيو غوتيريس اقترح رئيس تركمانستان فتح حوار حول قضايا النقل في إطار الأمم المتحدة في سياق جائحة الفيروسات التاجية وقال:  تركمانستان مستعدة لتقديم خبرتها وفرصها لاستعادة الاقتصاد العالمي تحت رعاية الأمم المتحدة ".
في 27 أبريل، أشادت بولينا كارووسكا، رئيسة المكتب القطري لمنظمة الصحة العالمية في تركمانستان، بعمل حكومة تركمانستان الهادفة إلى الوقاية من فيروسات التاجية.  وأشارت إلى أن تركمانستان تعمل بشكل فعال لمواجهة كوفيد-19 ومنع انتشار الفيروس في البلاد.